# Кершек
Кершек (пол. Kierszek) — село в Польщі, у гміні Констанцин-Єзьорна Пясечинського повіту Мазовецького воєводства.
Населення — 167 осіб (2011).
У 1975-1998 роках село належало до Варшавського воєводства.

## Демографія
Демографічна структура станом на 31 березня 2011 року:
|          | Загалом | Допрацездатний вік | Працездатний вік | Постпрацездатний вік |
| -------- | ------- | ------------------ | ---------------- | -------------------- |
| Чоловіки | 83      | 12                 | 64               | 7                    |
| Жінки    | 84      | 15                 | 55               | 14                   |
| Разом    | 167     | 27                 | 119              | 21                   |